# Wolfgang Mahr
Wolfgang Mahr (* 26. September 1952; † 25. Juni 2025) war ein deutscher Fußballspieler und -trainer.

## Sportlicher Werdegang
Mahr begann seine fußballerische Laufbahn beim FC Kronach 08. 1973 wechselte er zum Regionalligisten SpVgg Bayreuth, für die er von 1973 bis 1986 in 410 Punktspielen in der Regionalliga, 2. Bundesliga und Bayernliga das Tor hütete. Zeitgleich mit ihm stieß 1973 Norbert Schumbrutzki aus der Jugend zur Mannschaft, kam aber als langjähriger Ersatzmann nur zu 17 Ligaspielen. Dabei hütete Mahr insbesondere nach dem Gewinn der Vizemeisterschaft in der Südstaffel in der Spielzeit 1978/79 in den Aufstiegsspielen zur Bundesliga gegen Bayer 05 Uerdingen das Tor, die von Heinz Elzner trainierte Mannschaft um Mannschaftskapitän Wolfgang Breuer, Manfred Größler, Rudolf Hannakampf, Herbert Horn, Rolf Kaul und Uwe Sommerer verpasste nach einem 1:1-Remis im Hinspiel aufgrund einer 1:2-Auswärtsniederlage nur knapp – Willi Götz erzielte erst in der 85. Spielminute den entscheidenden Treffer für den Nordzweiten – den Sprung ins Oberhaus. 1986 beendete er seine aktive Laufbahn und wurde im Oktober Trainer der Bayernligamannschaft. Nach der Meisterschaft und dem Aufstieg in die 2. Liga blieb er bis 1989 Trainer. Nach der Ablösung im Oktober 1989 trainierte er noch den Bayernligisten FC Bayern Hof.
Für ein Novum im bezahlten Fußball sorgte Wolfgang Mahr, als er in Amt und Würden als Trainer des FC Bayern Hof, als Reservetorwart für die SpVgg Bayreuth gegen die Stuttgarter Kicker auflief.
Im Frühjahr 2011 übernahm er interimsweise das Traineramt bei der abstiegsbedrohten Spvgg Bayreuth und stieg mit dieser von der Bayernliga in die Landesliga ab, wo er das Team noch bis zu seinem Rücktritt am 12. Oktober 2011 betreute.
Sein erlernter Beruf war Hauptschullehrer für Sport, Werken, Technisches Zeichnen und Informatik, den er teilweise neben seinem Traineramt weiterhin ausübte.
Wolfgang Mahr starb in der Nacht auf den 26. Juni 2025 nach langer, schwerer Krankheit im Alter von 72 Jahren.